# Limonia fuscofemorata
Limonia fuscofemorata är en tvåvingeart som först beskrevs av Von Roser 1840.  Limonia fuscofemorata ingår i släktet Limonia och familjen småharkrankar. Inga underarter finns listade i Catalogue of Life.